# Televisora Andina de Mérida
Televisora Andina de Mérida (también llamado por su acrónimo, TAM) es un canal de televisión regional privado con sede en la ciudad de  Mérida  ubicada en la Región de Los Andes venezolanos.
TAM fue fundada el 17 de febrero de 1982 (bajo periodo de pruebas, mostrando exclusivamente las barras de color) por el entonces presidente de la república Dr. Luis Herrera Campíns que oficializa la apertura de la primera televisora regional de señal abierta en VHF en el país, y muy especialmente del Pbro. Ugo Anzil, quien por muchos años dirigió este medio de comunicación andino.
Además es la única televisora del Estado Mérida después del cierre de OMC Televisión y ULA TV, contando con diversos programas televisivos propios desde noticieros y temas de actualidad; además de transmitir documentales y series de entretenimiento de otras cadenas.

## Historia
La idea de una televisora de programación cristiana en Mérida surgió en Santa Juana, más específicamente en la Parroquia San Juan Apóstol con el Padre Ugo Anzil Zoz, en el Consejo Parroquial, donde se propuso “crear una televisora por cable en la parroquia que lleve la catequesis hasta los hogares” para toda la Arquidiócesis de Mérida.
Y así fue como el 17 de febrero de 1982, el Dr. Luis Herrera Campíns, entonces presidente de Venezuela, junto con autoridades nacionales y estatales, e invitados especiales, inauguró en el Palacio Arzobispal de Mérida la Televisora Andina de Mérida, la primera televisora regional de señal abierta en frecuencia VHF en el país, bajo periodo de pruebas, mostrando la barra de colores por el Canal 6. La Arquidiócesis de Mérida expresó su contento por tener una televisora que pueda ayudar a evangelizar a los merideños con su programación cristiana.
El personal de la televisora constó principalmente en personas relacionadas con la Parroquia San Juan Apóstol, colaboradores y fundamentalmente jóvenes de distintos movimientos juveniles y del Grupo Scout Libertador.
A medida que los años transcurrían, la televisora fue creciendo tanto en cobertura como en programación.
A partir del año 2002, TAM hace una alianza con los empresarios Julio Marcolli y Leonardo Docampo para encargarse de las operaciones del canal, una alianza que sigue vigente a pesar de la grave crisis económica en Venezuela que afecta a los medios de comunicación en general.
El 24 de junio de 2017, el Director de Administración del canal informó del hurto de dos módulos de edición y producción, valorados en diez mil dólares aproximadamente, un monitor del módulo de prensa, una computadora portátil y una pantalla de producción, por parte de sujetos desconocidos que allanaron las instalaciones del canal; dicho allanamiento y hurto no causó problemas de transmisión para el canal, el cual siguió emitiendo y produciendo con relativa normalidad.

## Programación
Esta televisora cuenta con programación variada, contando con programas de entretenimiento, opinión, noticias, etc; de producción original, distribución y/o retransmisión.
La programación cuenta a su vez con retransmisiones de las cadenas DW Español de noticias y documentales, La Tele Tuya de entretenimiento y EWTN de noticias, caricaturas y temas religiosos.

### Producción original actual
- Buenos días
- Noticias TAM
- Con Bendetto
- Cuarto poder
- Más Farándula
- Noticias TAM Opinión
- Agenda Administrativa
- Conversando con P.A.U.L.A
- Escuela al día
- Santa misa
- Así es Mérida
- Tierra fértil
- Clave de fe
- La esquina caliente
- Otto y sus recetas

### Producciones anteriores
- Montaña, llano y folklore
- Está de Moda, con Yoli Azuaje
- Sólo Deportes TV, con Pablo Emilio Zapata[4]
- Fútbol venezolano
- Límites cero
- Sin exceso
- Serenata

### Series y entretenimiento
- Black Jack
- Cine acción
- Cine infantil
- Cine aventura

### Retransmisiones
- EWTN Noticias
- DW Noticias
- Mi ratito con Jesús
- Otto y sus recetas

## Alianza TVR
Esta televisora formó parte de la alianza TVR que trasmitia en señal de paga por la programación de otros 5 canales regionales. En el 2006, el canal se une a TRT, TVO, TVS, Promar TV y Global TV para crear la alianza televisiva TVR (Televisión Regional). Esta alianza finalizó a inicios de la década de 2010.

## Logotipos

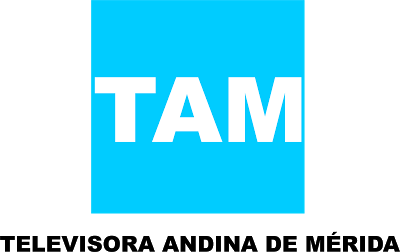
1995-1998
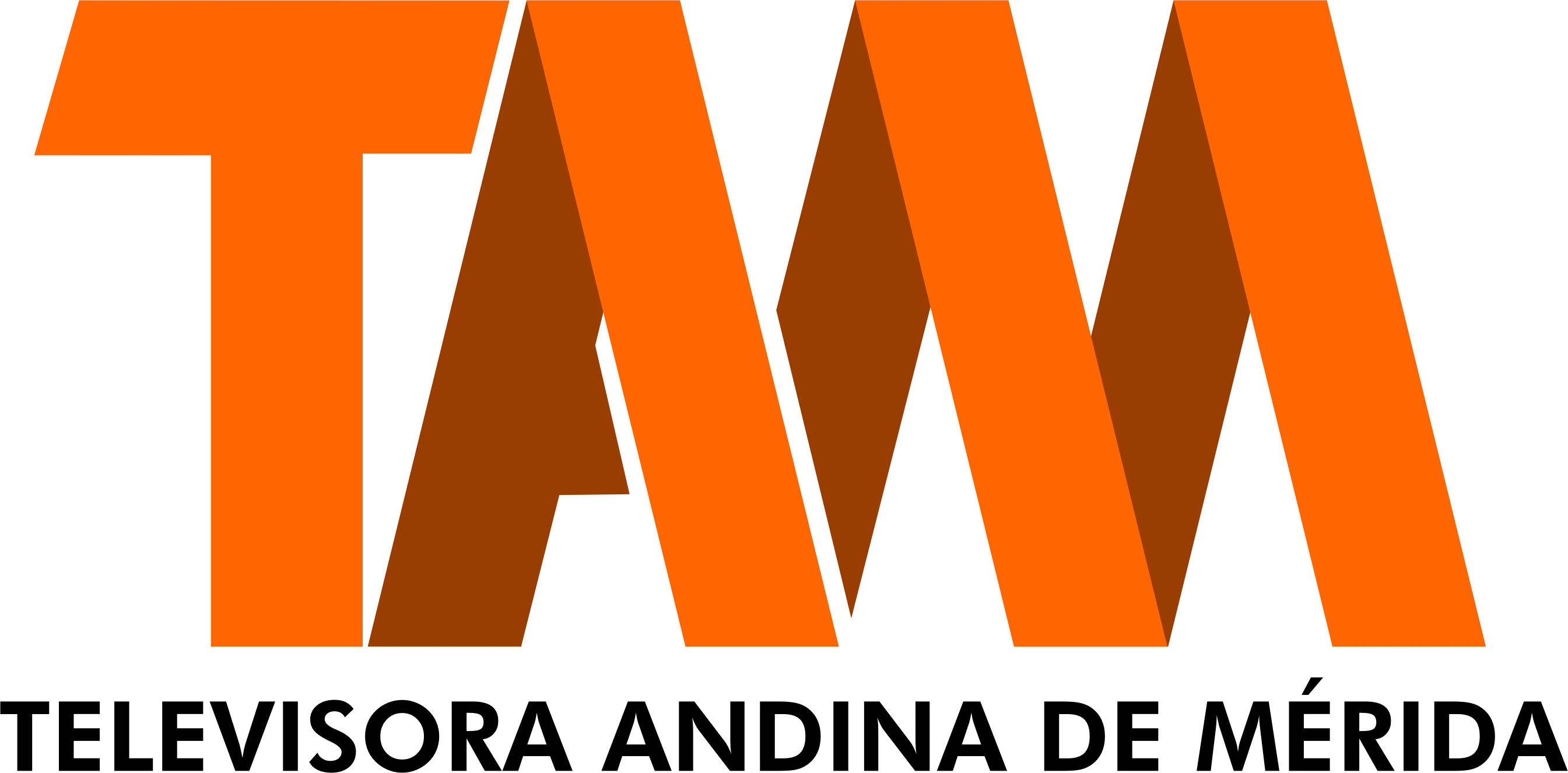
2011-Presente